# 진주역 차량정비고
진주역 차량정비고(晉州驛 車輛整備庫)는 1925년 무렵 건립된 대한민국의 근대문화유산이다. 2005년 9월 14일 대한민국의 국가등록문화재 제202호로 지정되었다. 진주역 구역사 구내에 있는데, 이는 경전선 복선전철화 이후로 진주역이 현재 위치에서 개양역 인근으로 이전했기 때문이다.

## 개요
이 건물은 경전선과 호남선을 개통하면서 진주역에 설치한 차량정비고이다. 아치형 출입구 2개를 나란히 배치하였으며, 중앙 상부에 솟을지붕을 만들기 위해 왕대공 트러스를 변형하여 구성하였다. 건물 정면 가운데 위쪽에는 둥근 창을 설치하였고, 왼쪽과 오른쪽 벽면에는 지붕 트러스를 받치도록 버팀벽을 설치하였다. 벽면에는 한국전쟁 때의 총탄 흔적이 그대로 남아 있어 긴박했던 당시 상황을 전해준다.

## 사진

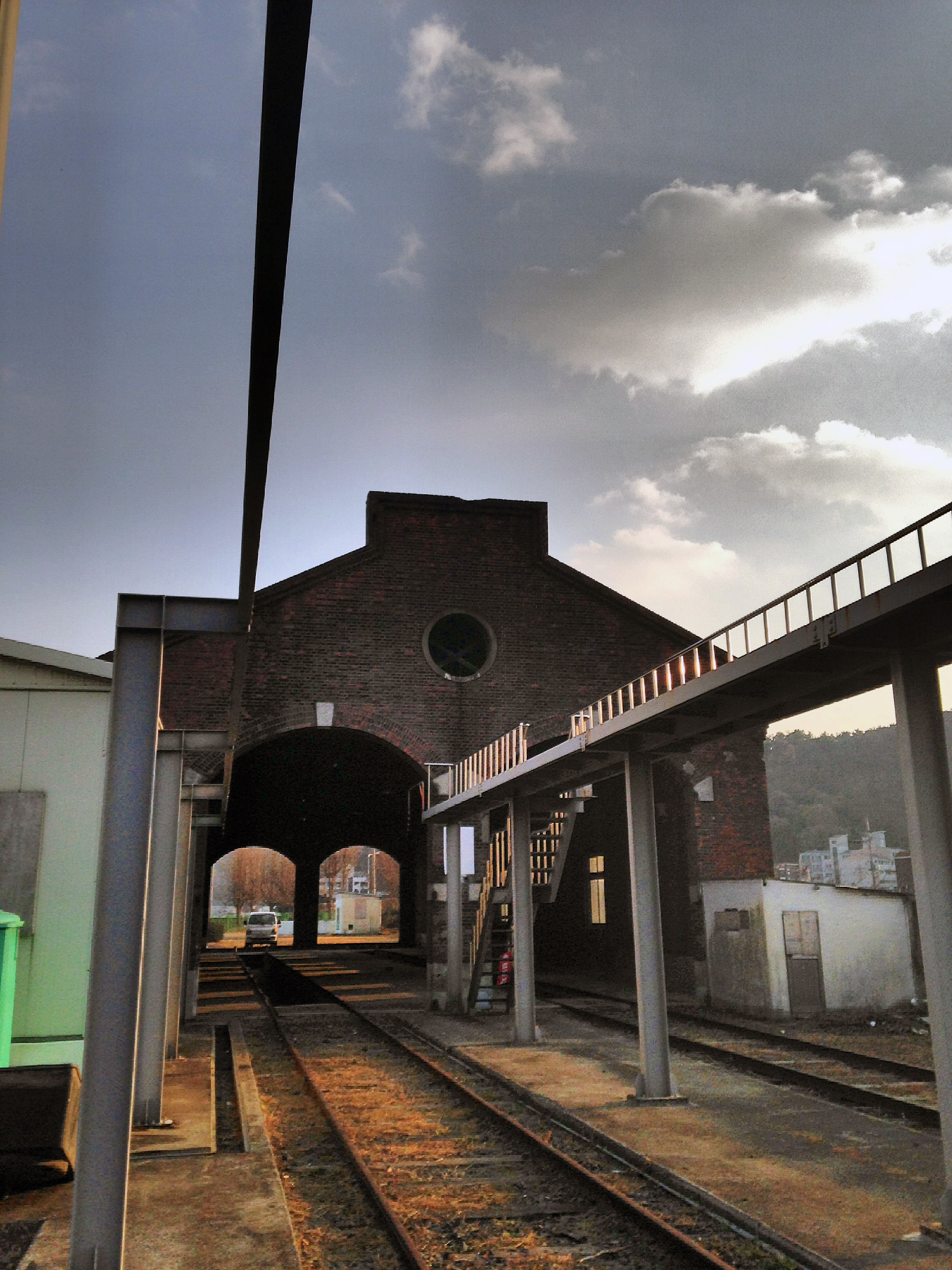
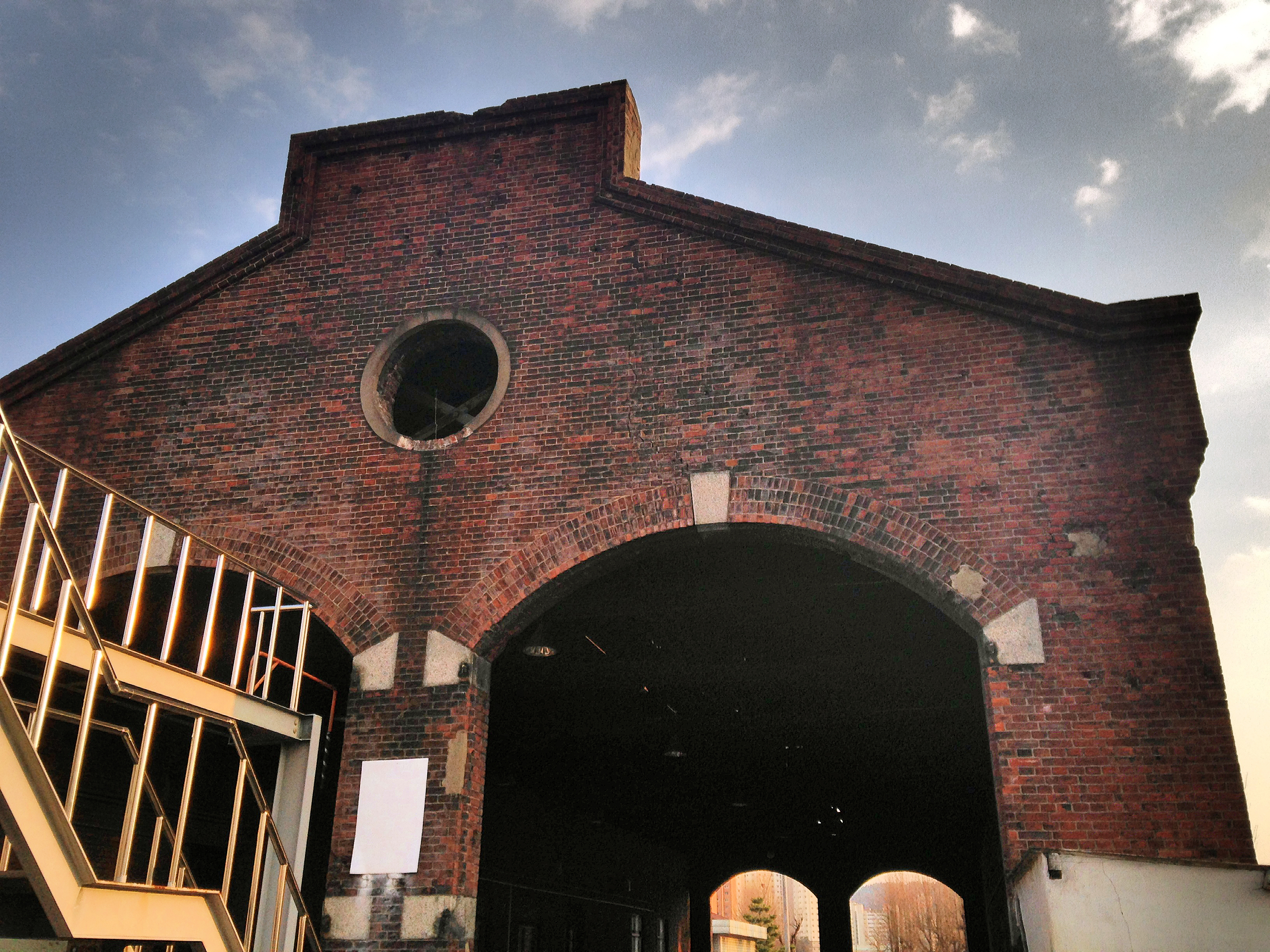
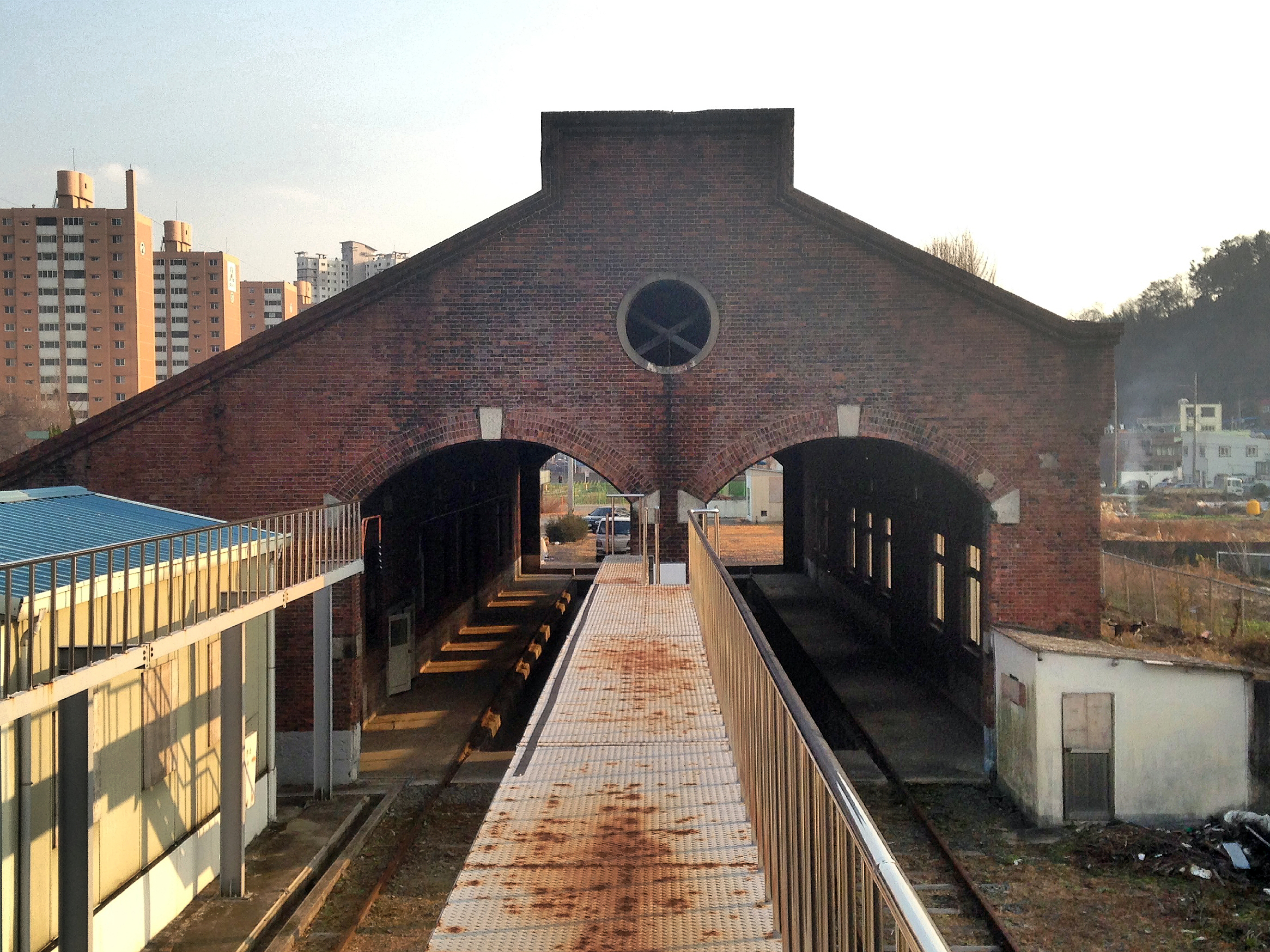
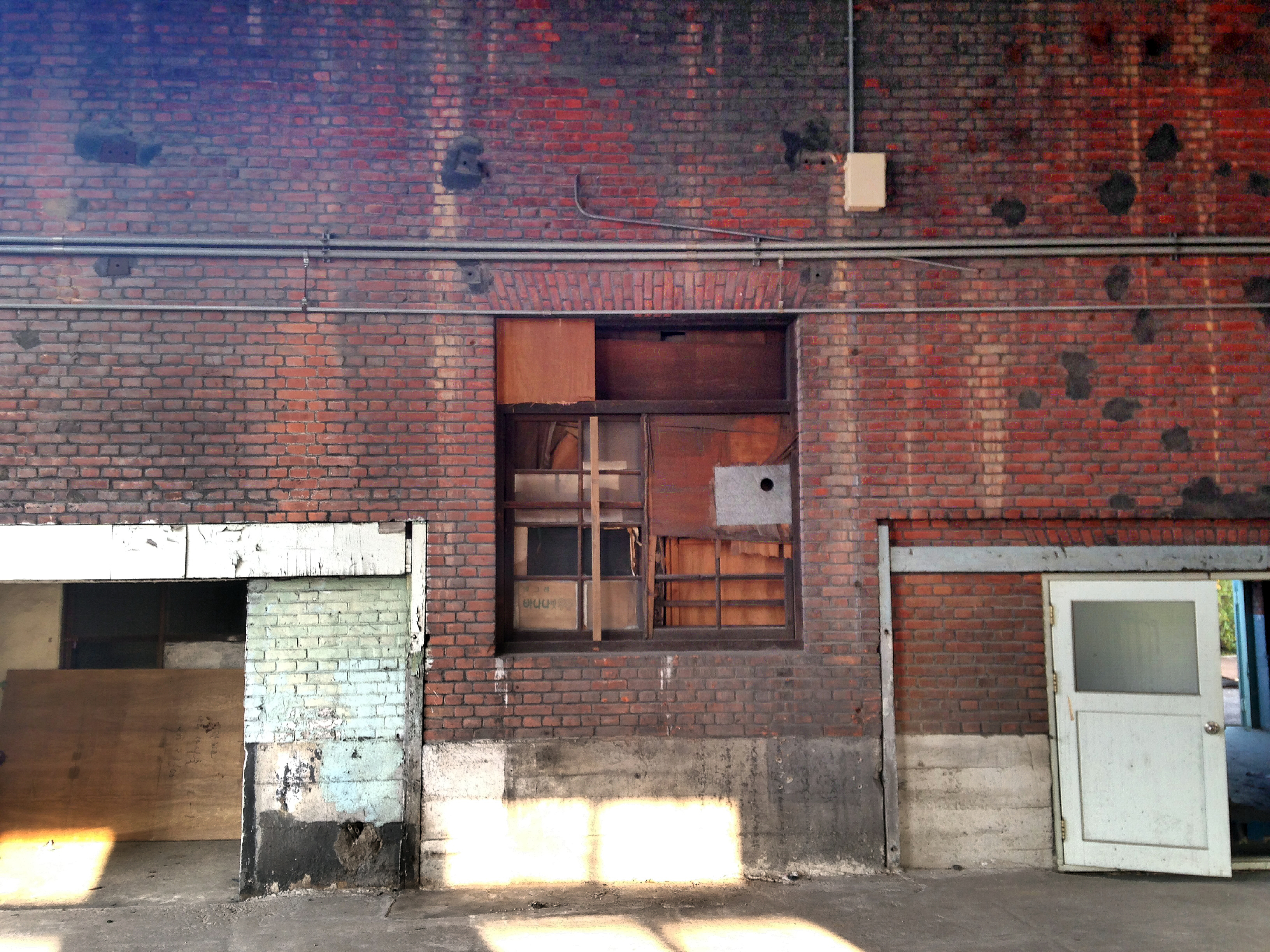
내부
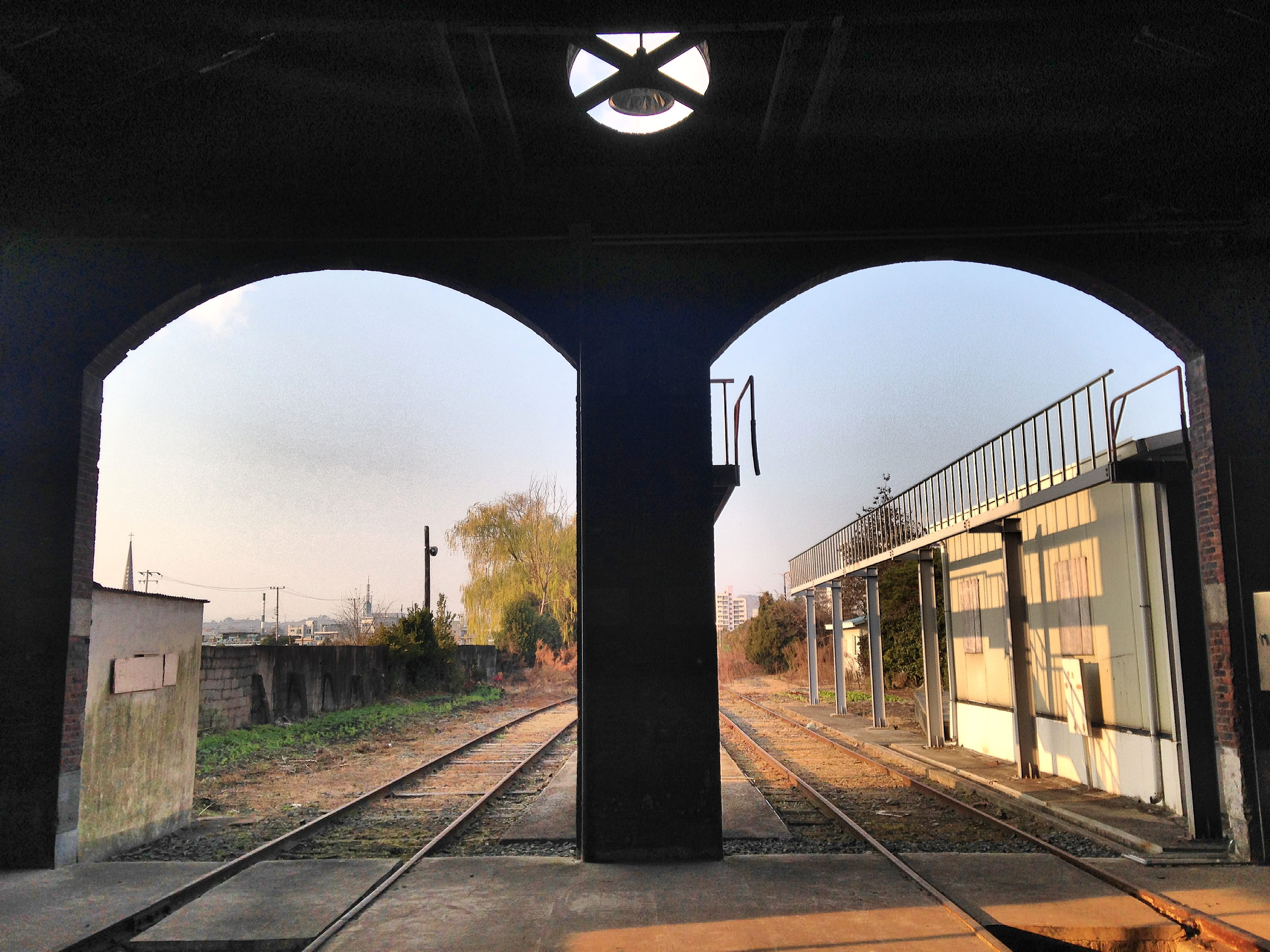
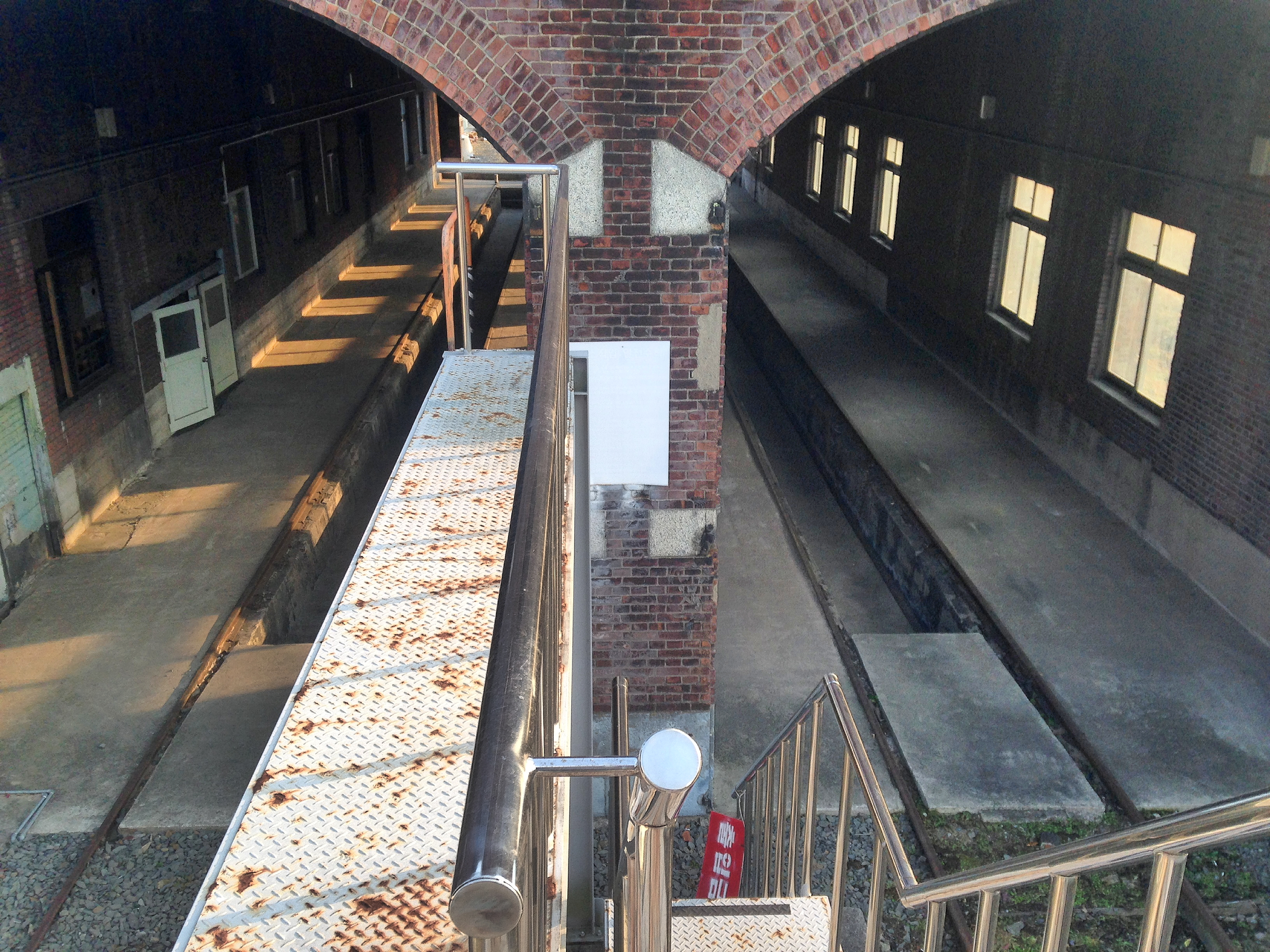
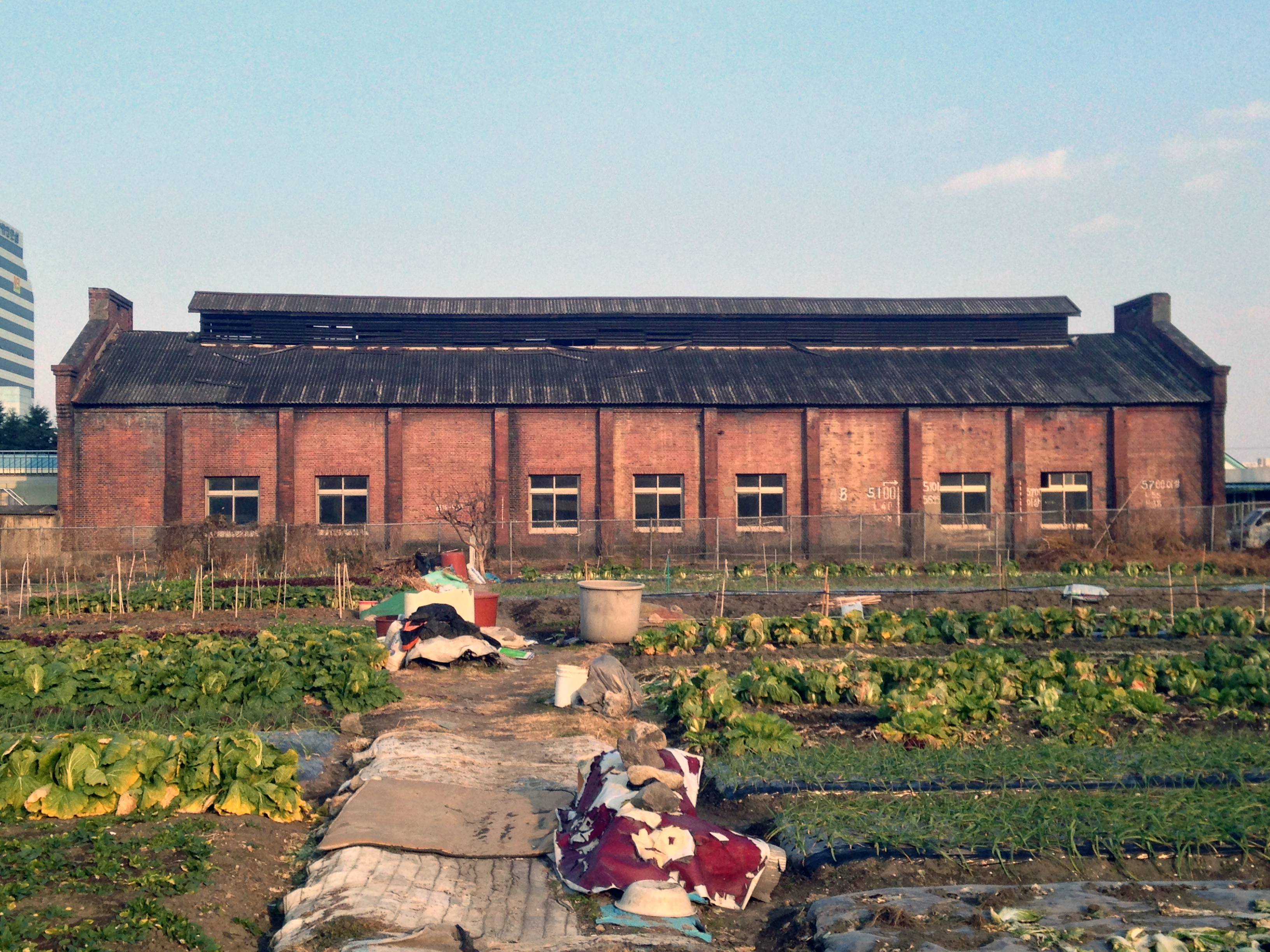
측면

## 같이 보기
- 진주역
- 차량기지

## 참고 자료
- 진주역 차량정비고 - 국가유산청 국가유산포털